# Конвенція Монтре
Конве́нція (Монтре́) про режи́м прото́к, часто скорочено Конве́нція Монтре́ — міжнародна угода, якою відновлено суверенітет Туреччини над Чорноморськими протоками (Дарданеллами й Босфором) та яка регулює морський рух між Чорним та Середземним морями цими протоками. Документ прийнятий на Конференції про режим Чорноморських проток, яка проходила 22 червня — 21 липня 1936 в місті Монтре (Швейцарія). Підписана 20 липня 1936 року та набула чинності 9 листопада 1936 року.
У мирний час конвенція гарантує «повну свободу» проходу для всіх цивільних суден та обмежує кількість, тоннаж й озброєння для військових суден, з окремими положеннями, що регулюють спосіб їх входу та тривалість перебування. Для проходження протоками (які є територією Туреччини) військові кораблі повинні надати завчасне сповіщення турецькій владі, яка, зі свого боку, повинна повідомити інших учасників конвенції. Під час війни, в якій Туреччина не бере участі, військові кораблі держав, що перебувають у стані війни, не можуть проходити через протоки, за винятком випадків повернення на свою базу. У випадку якщо Туреччина перебуває у стані війни або відчуває загрозу війни, вона може прийняти будь-яке рішення щодо проходу військових кораблів, як вважає за потрібне.
Незважаючи на те, що Конвенція Монтре була розроблена для конкретного геополітичного контексту (експансіонізм Італії), вона залишається незмінною з моменту її прийняття та вважається «надійним прикладом заснованого на правилах міжнародного порядку», оскільки більшість її умов досі дотримуються.

## Історія

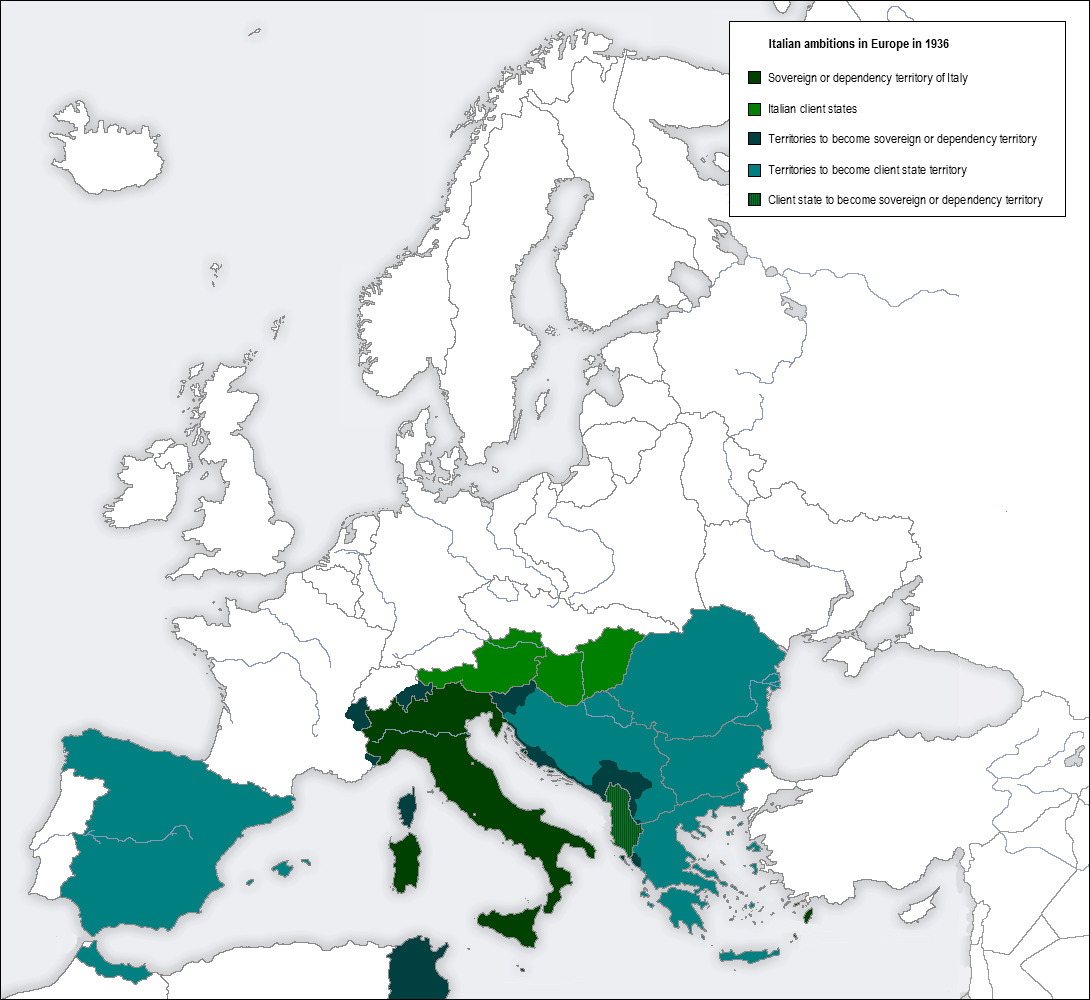
Амбіції фашистської Італії в Європі в 1936 році, які викликали стурбованість Туреччини через можливу спробу використання вільного проходу протоками для розширення влади Італії над Анатолією та Чорноморським регіоном

Конвенція була однією з низки угод у XIX і XX століттях, які намагалися вирішити «питання проток»: хто має контролювати стратегічно важливе сполучення між Чорним та Середземним морями. Лозаннський мирний договір (1923) демілітаризував Дарданелли й відкрив протоки до необмеженого руху цивільних і військових кораблів під наглядом комісії Ліги Націй. З постанням фашистської Італії, а також Абіссинською кризою й денонсуванням Німеччиною Версальського договору, Туреччина вирішила шукати ширших гарантій.
Конференція про режим Чорноморських проток проходила за участю СРСР, Туреччини, Великої Британії, Франції, Болгарії, Румунії, Греції, Югославії, Австралії і Японії. Скликана за пропозицією Туреччини з метою перегляду конвенції, прийнятої на Лозаннській конференції 1922—1923. Італія відмовилася від участі, оскільки країни-учасниці підтримали міжнародні санкції проти неї у зв'язку з ситуацією в Ефіопії; також бути навіть спостерігачем відмовились все більш ізоляціоністські Сполучені Штати. 
На конференції в Монтре сторони спочатку висунули такі пропозиції: британці виступали за продовження відносно обмежувального підходу, турки прагнули вільнішого режиму, який відновив би їхній контроль над протоками, а радянська влада запропонувала гарантувати абсолютну свободу проходу. Також Велика Британія хотіла запровадити обмеження прав проходу кораблів ВМФ СРСР, проте зрештою поступилася й Радянському Союзу вдалося зберегти окремі військові права чорноморських держав. Роботу конференції ще більш ускладнила змова делегації Туреччини з делегацією Великої Британії[що?]. Проте конференція не була зірвана, на ній виробили узгоджені рішення. 20 липня країни-учасниці підписали нову конвенцію про режим проток, на основі якої Туреччина одержала право ремілітаризувати зону проток.
Готовність Британії піти на поступки пояснюють бажанням не штовхати Туреччину до союзу з Адольфом Гітлером чи Беніто Муссоліні та не піддавати її під їхній вплив. Таким чином, це був перший у серії кроків Британії та Франції, які забезпечили те, що Туреччина або залишиться нейтральною, або схилиться до західних союзників у разі будь-якого майбутнього конфлікту з державами Осі.

## Основні положення конвенції
Конвенція зберігає за торговими суднами всіх країн свободу проходу через протоку як в мирний, так і у воєнний час. Проте режим проходу військових кораблів різний відносно чорноморських і нечорноморських держав. За умови попереднього повідомлення влади Туреччини чорноморські держави можуть проводити через протоки в мирний час свої військові кораблі будь-якого класу. Для військових кораблів нечорноморських держав введені істотні обмеження по класу (проходять лише дрібні надводні кораблі) і по тоннажу. Загальний тоннаж військових суден нечорноморських держав в Чорному морі не повинен перевищувати 30 000 тон (з можливістю підвищення цього мінімуму до 45 000 тон у разі збільшення ВМС чорноморських країн) з терміном перебування не більше 21 діб. У разі участі Туреччини у війні, а також якщо вона вважатиме, що їй безпосередньо загрожує війна, їй надано право дозволяти або забороняти прохід через протоки будь-яких військових кораблів. Під час війни, в якій вона не бере участь, протоки повинні бути закриті для проходу військових суден будь-якої держави у війні.
Конвенція ліквідовувала передбачену Лозаннською конвенцією міжнародну комісію з проток та передала її функції уряду Туреччини.

## Значення
Прийняті на конференції в Монтре рішення стали важливим кроком на шляху визнання прав чорноморських країн в питанні про статус проток. Італія приєдналася до неї в 1938 року.

## Дискусії
СРСР неодноразово ставив конвенцію під сумнів протягом Другої світової та Холодної війни. Зрештою через його тиск виникла криза через Чорноморські протоки, а Туреччина відмовилася від нейтральності й пізніше приєдналася до НАТО.
Сполучені Штати не підписували конвенцію, проте дотримуються її.
Конвенція ООН з морського права викликала заклики переробити конвенцію, але Туреччина не підписує її, та й у разі підписання вона має бути окремо змінена, оскільки конвенція ООН визнає її винятковість.
На думку Туреччини, Стамбульський канал, коли він запрацює, не буде підпадати під конвенцію й надасть Туреччині більшу автономію щодо руху військових кораблів.
З початком російського вторгнення в Україну в 2022 році українська влада закликала Туреччину обмежити прохід російських військових кораблів. У лютому щонайменше шість російських військових суден та підводний човен пройшли протоками. Після деякого небажання 27 лютого Туреччина визнала вторгнення війною й запровадила обмеження, зокрема відмовила трьом російським кораблям, які не базуються в Чорному морі. Ще двом, ракетному крейсеру «Варяг» та ВПК «Адмірал Трібуц» відмовлено в жовтні того ж року. 
2 січня 2024 року Туреччина відмовилась пропустити двох мисливців за мінами, які ВМС Великої Британії передали Україні.